# Baranovskiy
Baranowski (pronunciación polaca: baraˈnɔfski]); femenino: Baranowska, plural: Baranowscy) es un apellido polaco. Está lituano como Baranauskas y frecuentemente transliterado del ruso como Baranovsky (femenino: Baranovskaya).En español es Baranovskiy y se escribe de esta manera para ambos sexos, puesto que no existe la versión femenina. El nombre también se encuentra con frecuencia entre los judíos Ashkenazi .
| Idioma                  | Masculino                                            | Femenino                                               |
| ----------------------- | ---------------------------------------------------- | ------------------------------------------------------ |
| Polaco                  | Baranowski                                           | Baranowska                                             |
| bielorruso romanización | Бараноўскі (Baranoŭski)                              | Бараноўская (Baranoŭskaja, Baranouskaya, Baranouskaia) |
| lituano                 | Baranauskas                                          | Baranauskienė (casado) Baranauskaitė (soltero)         |
| ruso romanización       | Барановский (Baranovsky, Baranovskiy, Baranovskij)   | Барановская (Baranovskaya, Baranovskaia, Baranovskaja) |
| ucraniano romanización  | Барановський (Baranovskyi, Baranovskyy, Baranovskyj) | Барановська (Baranovska)                               |
| español                 | Baranovskiy                                          | Baranovskiy                                            |

## Gente
Las personas notables con el apellido incluyen:
- Agnieszka Baranowska (1819-1890), dramaturga y poeta polaca
- Antanas Baranauskas (1835-1902), poeta lituano
- Danny Baranowsky (nacido en 1984), compositor estadounidense de música electrónica
- Dariusz Baranowski (nacido en 1972), ciclista polaco
- Dmytro Baranovskyy (nacido en 1979), corredor de larga distancia ucraniano
- Gabriel Baranovskii (1860-1920), también Gavriil (Baranovski, Baranowski) arquitecto, ingeniero civil, editor e historiador del arte ruso
- Henryk Baranowski (1943-2013), actor y director de teatro polaco
- Hermann Baranowski (1884-1940), comandante del campo de concentración de las SS nazis alemanas
- Katarzyna Baranowska (nacida en 1987), nadadora olímpica polaca
- Kinga Baranowska (nacida en 1975), alpinista polaca
- Krzysztof Baranowski (nacido en 1938), navegante polaco, capitán de vela, periodista y profesor
- Matthias Baranowski (nacido en 1967), futbolista alemán
- Mikhail Tugan-Baranovsky (1865-1919), economista ucraniano
- Petr Baranovsky (1892-1984) arquitecto y restaurador ruso
- Stanisław Baranowski (1935-1978), glaciólogo polaco
- Tadeusz Baranowski (artista) (nacido en 1954), dibujante de cómics polaco
- Tatiana Baranovskaya (nacida en 1987), gimnasta acrobática rusa
- Tekla Bądarzewska-Baranowska (1829–1861), compositora polaca
- Wojciech Baranowski, arzobispo de Gniezno del siglo XVII y primado de Polonia
- Zbigniew Baranowski (nacido en 1991), luchador polaco